# Vélo'v

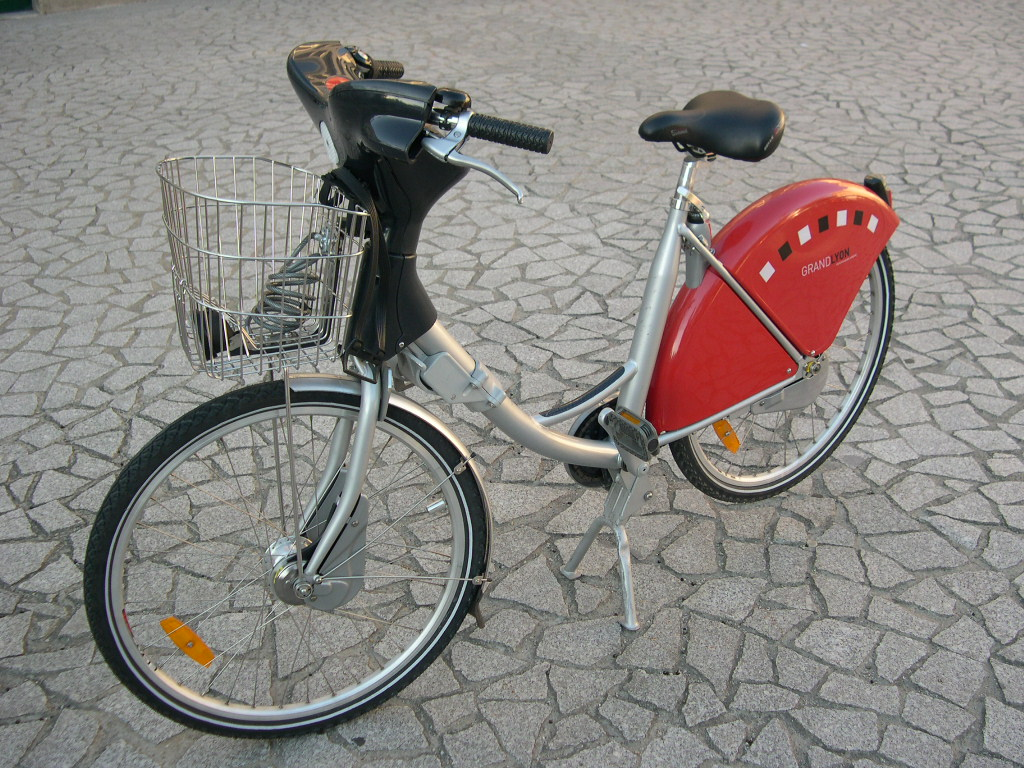
Bicicleta Vélo'v

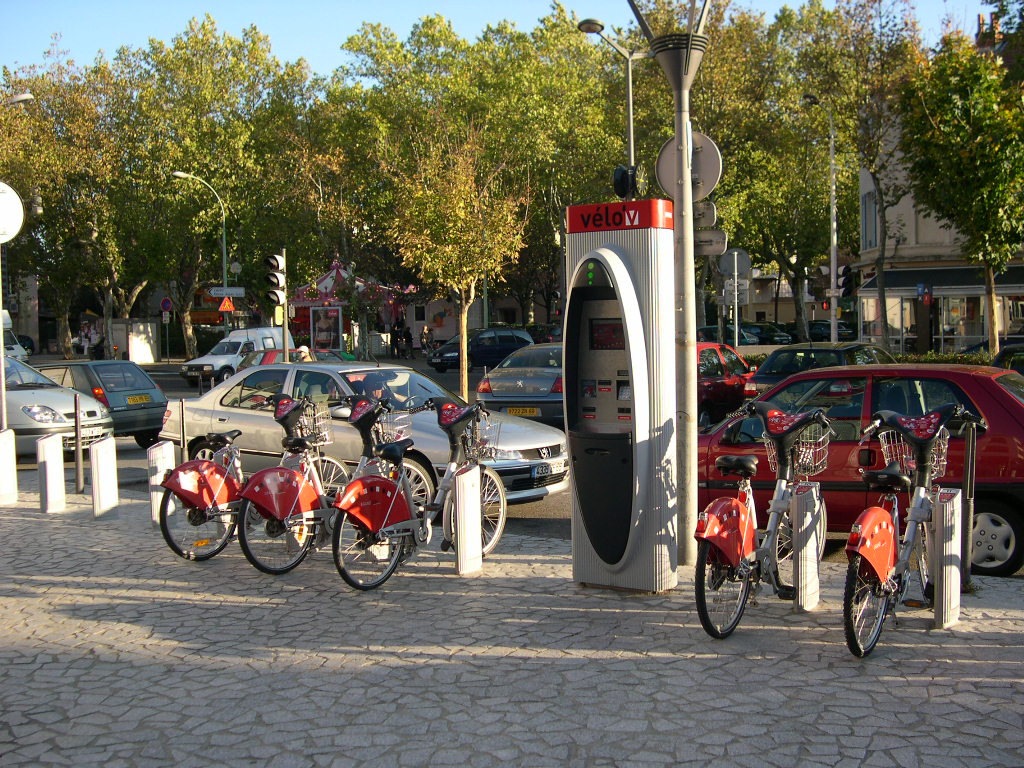
Estação Vélo'v

Vélo'v é um sistema de bicicletas públicas que existe na cidade de Lyon, na França.
O nome se refere à junção das palavras em francês vélo (bicicleta) com a do inglês love (amor).